# اريمة

تعديل مصدري - تعديل

اريمه هي إحدى قرى عزلة القارة بمديرية رصد التابعة لمحافظة أبين، بلغ تعداد سكانها 179 نسمة حسب تعداد اليمن لعام 2004.